# Schiller Park
Schiller Park – wieś w Stanach Zjednoczonych, w stanie Illinois, w hrabstwie Cook.